# 孙尧
孙尧（1963年11月—），男，天津人，中华人民共和国政治人物。哈尔滨船舶工程学院（今哈尔滨工程大学）自动控制系自动控制专业毕业，博士研究生学历。

## 生平
1985年6月加入中国共产党。1988年5月参加工作，历任哈尔滨船舶工程学院助教、讲师、副教授，哈尔滨工程大学系主任、副教授、教授、自动化学院院长、博士生导师、副校长，黑龙江省科技厅厅长等职。2007年4月当选中共黑龙江省委常委，同年12月出任黑龙江省人民政府副省长。2008年1月被免去中共黑龙江省委常委，同年6月不再兼任省科技厅厅长。2016年7月，再次擔任中共黑龙江省委常委，並兼任省委统战部部长。
2017年6月，任中华人民共和国教育部副部长，直到2024年3月卸任。